# Jean-Alexandre Navarre
Jean Alexandre Edmond Navarre (Paris, 19 novembre 1848 - 1937) est un architecte français Art nouveau.
Il est né le 19 novembre 1848 à Paris. Résidant au 18 Cité Malesherbes dans l'ancien 2e arrondissement, il meurt le 31 août 1937 dans le 9e arrondissement au 58 rue de Douai. il est le fils de l'architecte Jean-Alexandre-Edmond Navarre et de Marie-Élisabeth Marquet.
Il épouse Anne-Marie-Sophie Lesueur, fille des comédiens François-Louis Lesueur et Anne-Joséphine Cizos, le 31 mai 1877 à Paris 9e.
Les sépultures de son père et de son grand-père, tous les deux architectes, sont au cimetière Montmartre.

## Réalisations

### Région parisienne

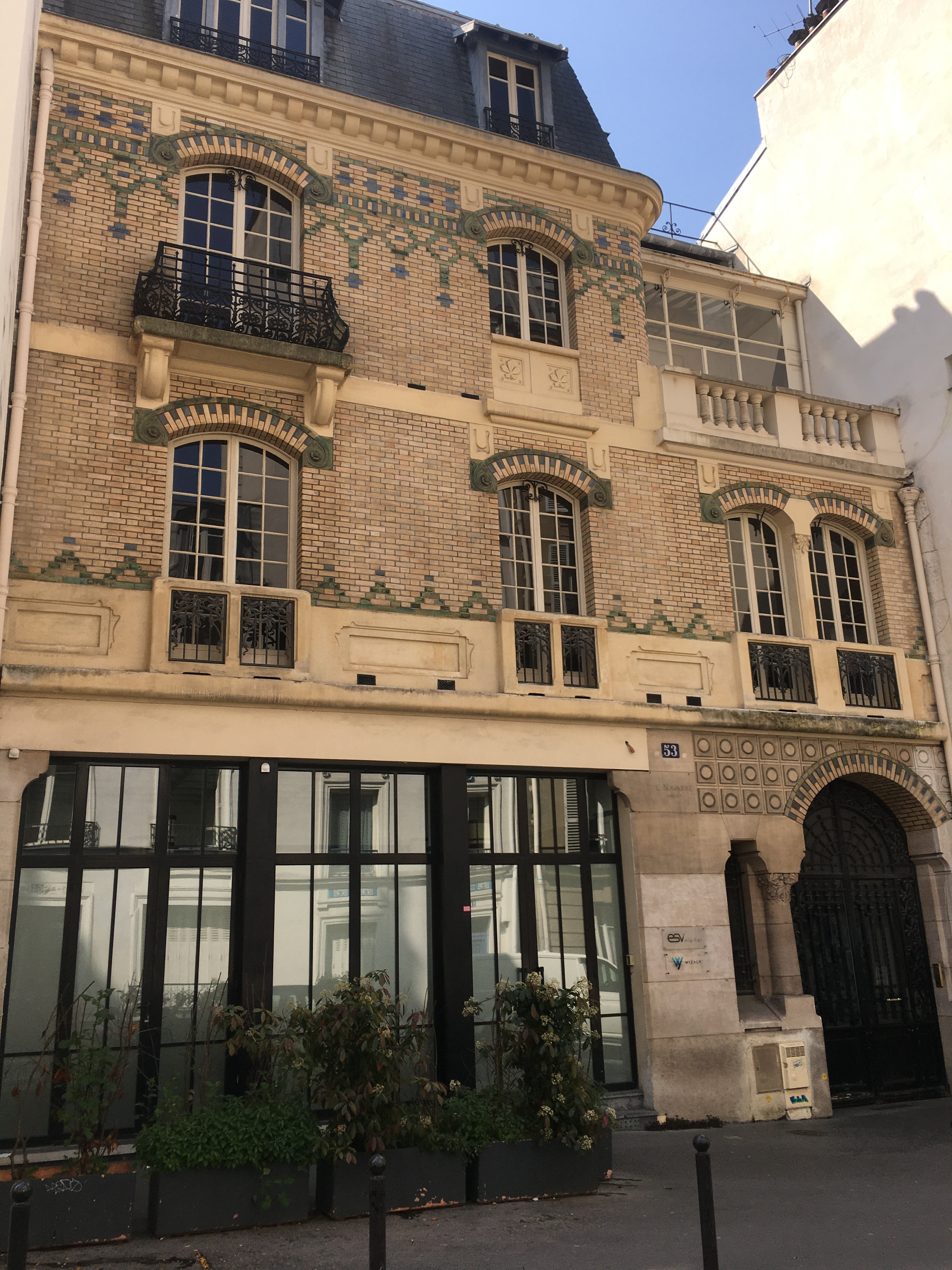
53, rue Nollet (1920)

- 1910 : immeuble de rapport, 67 boulevard Maillot, Neuilly-sur-Seine
- 1920 : hôtel particulier 53 rue Nollet, 17e arrondissement de Paris

### province
- 1900 : Villa Louis, promenade de la plage Lion-sur-Mer grès flammés de Alexandre Bigot
- 1905 : Chapelle Sainte-Anne à Bolbec